# Rollin S. Sturgeon
Pour les articles homonymes, voir Sturgeon.
Rollin Summers Sturgeon (alias Rollin S. Sturgeon, alias Rollin Sturgeon) est un réalisateur et scénariste américain de l'époque du cinéma muet, né le 25 août 1877 à Rock Island (Illinois) et décédé le 10 mai 1961 à Santa Monica (Californie).

## Filmographie

### Comme scénariste
- 1909 The Life of Moses de Charles Kent
- 1910 Forty Years in the Land of Midian (The Life of Moses Part II) de Charles Kent
- 1910 The Plagues of Egypt and the Deliverance of the Hebrew (The Life of Moses Part III) de Charles Kent
- 1910 The Victory of Israel (The Life of Moses Part IV) de Charles Kent
- 1910 The Promised Land (The Life of Moses Part V) de Charles Kent
- 1910 Uncle Tom's Cabin, Part 1
- 1910 Uncle Tom's Cabin, Part 2
- 1910 Uncle Tom's Cabin, Part 3

### Comme réalisateur de longs métrages
- 1912 The Better Man
- 1914 The Little Angel of Canyon Creek
- 1914 Captain Alvarez
- 1915 The Chalice of Courage
- 1916 God's Country and the Woman
- 1916 Through the Wall
- 1917 Betty and the Buccaneers
- 1917 The Calendar Girl
- 1917 The Rainbow Girl
- 1917 The Serpent's Tooth
- 1917 Whose Wife?
- 1917 The Upper Crust
- 1917 Edged Tools
- 1917 The American Consul
- 1918 Hugon, the Mighty
- 1918 A Petticoat Pilot
- 1918 The Shuttle
- 1918 Unclaimed Goods
- 1919 Destiny
- 1919 The Sundown Trail
- 1919 Pretty Smooth
- 1920 Risky Business
- 1920 The Gilded Dream
- 1920 In Folly's Trail
- 1920 Le Souffle des dieux (The Breath of the Gods)
- 1920 The Girl in the Rain
- 1921 Danger Ahead
- 1921 All Dolled Up
- 1921 The Mad Marriage
- 1922 North of the Rio Grande
- 1923 West of the Water Tower
- 1924 Daughters of Today

### Comme réalisateur de courts métrages
- 1911
  - The Black Chasm
  - The Half-Breed's Daughter
  - Her Cowboy Lover
  - A Western Heroine
  - The Trapper's Daughter
  - A Little Lad in Dixie

- 1912
  - The Better Man
  - The Hat
  - Natoosa
  - Omens of the Mesa
  - Timid May
  - Out of the Shadows
  - The Spirit of the Range
  - When California Was Young
  - Bill Wilson's Gal
  - The Troubled Trail
  - The Road to Yesterday; or, Memories of Patio Days
  - A Wasted Sacrifice
  - The Ancient Bow
  - Too Much Wooing of Handsome Dan
  - The Redemption of Red Rube
  - After Many Years
  - At the End of the Trail
  - Her Brother
  - The Prayers of Manuelo
  - The Triumph of Right
  - The Redemption of Ben Farland
  - The Greater Love
  - Sheriff Jim's Last Shot
  - The Craven
  - The Price of Big Bob's Silence
  - How States Are Made
  - Justice of the Desert
  - The Heart of a Man

- 1913
  - At the Sign of the Lost Angel
  - The Courage of the Commonplace
  - The Spell
  - What God Hath Joined Together
  - The Wrong Pair
  - The Sea Maiden
  - Cinders
  - The Power That Rules
  - After the Honeymoon
  - Bedelia Becomes a Lady
  - The Two Brothers
  - A Matter of Matrimony
  - According to Advice
  - The Deceivers
  - When the Desert Was Kind
  - A Corner in Crooks
  - Polly at the Ranch
  - The Whispered Word
  - The Smoke from Lone Bill's Cabin
  - The Joke on Howling Wolf
  - The Winning Hand
  - The Angel of the Desert
  - Bit of Blue Ribbon

- 1914
  - The Sage-Brush Gal
  - The Little Angel of Canyon Creek
  - Captain Alvarez
  - The Sea Gull
  - Tony, the Greaser
  - Silent Trails
  - Their Interest in Common

- 1915
  - Love and Law
  - The Woman's Share
  - The Lorelei Madonna
  - A Child of the North
  - The Chalice of Courage

- 1916 : Bill Peter's Kid
- 1916 : Bitter Sweet
- 1917 : The Mystery of Lake Lethe